# Thomas Vermaelen
Thomas Vermaelen (født 14. november 1985 i Kapellen, Belgien) er en belgisk fodboldspiller, der spiller som midterforsvarer hos den spanske La Liga-klub FC Barcelona Han kom til klubben i sommeren 2014 fra engelske Arsenal F.C. Derudover har han tidligere spillet for Ajax som han blev hollandsk mester i 2004 og pokalvinder med i både 2006 og 2007.

## Klubkarriere

### Ungdomskarriere og Ajax
Vermaelen startede karrieren i belgiske KFC Germinal Beerschot (dengang Germinal Ekeren), men rykkede som 15-årig til ungdomsakademiet i den hollandske storklub Ajax, der huser nogle af de bedste trænere i Europa. Han debuterede for Ajax i en alder af 18 år den 15. februar 2004 i en 2-0 sejr over FC Volendam. I samme sæson vandt Ajax Æresdivisionen, men denne debut blev den eneste optræden for Ajax denne sæson.
I 2004–05 sæsonen blev han udlejet til RKC Waalwijk, hvor han dog heller ikke var førsteholdsspiller. Han nåede dog 13 optrædener og 2 mål for klubben. Han vendte tilbage til Ajax til 2005–06 sæsonen og etablerede sig på førsteholdet og var en brik i Ajax' sejre i den hollandske pokalturnering samt den hollandske Super Cup, som Vermaelen og Ajax vandt i både 2006 og 2007.
Da Ajax den 23. august 2006 spillede den afgørende kvalifikationskamp til Champions League mod danske FC København, scorede Vermaelen det selvmål der kvalificerede FCK til turneringen som det første danske hold i dette årtusinde.
I 2008–09 sæsonen fungerede Vermaelen desuden som kaptajn. Vermaelen nåede i alt 143 optrædener, deraf 94 i ligaen, for Amsterdam-klubben.

### Arsenal F.C.
I sommeren 2009 skiftede Vermaelen til engelske Arsenal, der måtte slippe en formodet sum på omkring €10 millioner for hans ydelser. Vermaelen debuterede for Arsenal i den første kamp i Premier League sæsonen 2009–10 og scorede desuden sit første mål for klubben, da han gjorde det til 2-0 i en endelig 6-1 sejr ude over Everton F.C.

### FC Barcelona
Vermaelen skiftede i sommeren 2014 til FC Barcelona i Spanien, hvor han fik en kontrakt på fem år.

### Visel Kobe
Vermaelen skiftede i 2019 til Vissel Kobe.

## International karriere
Vermaelen står (pr. august 2014) noteret for 48 kampe for Belgiens landshold, som han debuterede for den 1. marts 2006 i et venskabskamp mod Luxembourg. Han var efterfølgende en del af den belgiske trup, der nåede semifinalerne ved OL i Beijing i 2008. Siden da er han også blevet udnævnt til anfører for holdet.

## Titler
Hollands Pokalturnering
- 2006 og 2007 med AFC Ajax

Hollands Super Cup
- 2006 og 2007 med AFC Ajax

FA Cup
- 2014 med Arsenal